# 迪珀瑙
迪珀瑙是德国下萨克森州的一个市镇。总面积70.05平方公里，总人口3960人，其中男性2033人，女性1927人（2011年12月31日），人口密度57人/平方公里。